# Wilson Davyes
Wilson Davyes, né le 7 septembre 1988, est un joueur de handball portugais. Il évolue au poste d'arrière gauche ou de demi-centre.

## Carrière
Régulièrement sélectionné en équipe nationale du Portugal, il remporte plusieurs titres de champion du Portugal avec le FC Porto. Il est parmi les cinq joueurs qui ont remporté six titres consécutifs du championnat portugais, un événement historique pour le club (FC Porto) et unique dans l'histoire du handball portugais. Joueur polyvalent très important dans les moments les plus décisifs[réf. nécessaire], il a conduit le club vers sa première participation en Ligue des Champions en 2013-2014.
En 2014, il rejoint le HBC Nantes en remplacement de Stefan Vujić et surtout d'Olivier Nyokas, qui a finalement préféré signer au HBW Balingen-Weilstetten plutôt qu'à Nantes après plusieurs mois de tractations.
Il fait ses débuts dans l’équipe nationale en juin 2009 contre l'Espagne, dans un match de qualification pour le Championnat du Monde.
En décembre 2023, il signe comme joker au C' Chartres MHB

## Palmarès

### En club
- Vainqueur du Championnat du Portugal (5) : 2009, 2010, 2011, 2012, 2013, 2014
- Vainqueur de la Supercoupe du Portugal (1) : 2010
- Vainqueur de la Coupe de la Ligue (1) : 2015
- Vainqueur du Championnat de Macédoine du Nord (1) : 2023[4]
- Finaliste de la Coupe de Macédoine du Nord (1) : 2023